# ABC Records
ABC Records var ett amerikanskt skivbolag grundat 1955 i New York. Det var huvudbolaget för populärmusik i Am-Par Record Corporation. Am-Par bildade också skivbolaget Impulse! Records 1961 som en underetikett med inriktning mot jazz. 1979 sålde Am-Par samtliga skivetiketter – ABC Records inkluderat – till MCA Records som tog över katalogen.